# SpectraLayers
SpectraLayers（スペクトラレイヤーズ）は、Steinbergが開発した音響スペクトラム編集ソフトウェアで、音声や音楽素材の精密な修正や創造的な処理を行うためのツールを提供するデジタルオーディオエディタである。初めてのリリースは2012年で、Sony Creative Softwareから登場した。このソフトウェアは、音響編集における高い精度と柔軟性を備え、音声分離、修復、エフェクトの適用など、幅広い機能を提供する。

## 概要
SpectraLayersは、音響スペクトラムを視覚的に編集するためのデジタルオーディオ編集ソフトウェア。音声や音楽の素材に対して高度な処理を行い、音響修復や音声分離、クリエイティブなサウンドデザインを可能にする。インターフェースは画像編集ソフトに似ており、直感的な操作が特徴である。

## 開発元
SpectraLayersは、最初はSony Creative Softwareによって開発され、2016年5月24日にMAGIX Software GmbHにより引き継がれた。その後2019年にSteinbergにより引き継がれ、継続的なアップデートと改良が施されている。

## シリーズ
SpectraLayersには以下のシリーズが用意されている。

### SpectraLayers Pro
プロフェッショナル向けの最上級エディションで、音響スペクトラム編集に必要な全機能を備えている。高度な音声分離、修復ツール、AIベースの処理機能などが特徴で、プロフェッショナルな音響編集作業に最適化されている。

### SpectraLayers Elements
基本的な音響編集機能を提供するエディションで、音響スペクトラム編集の入門者や軽度な編集を行うユーザー向け。修復や整音に必要な機能が揃っており、Proエディションの主要機能の一部が含まれている。

### SpectraLayers One
SteinbergのDAWに付属する簡易バージョンで、基本的な編集機能を提供する。SpectraLayersの簡単な利用を希望するユーザー向けに設計されている。

## バージョン

### 11
2024年6月にリリースされたSpectraLayers Pro 11では、音響分離の精度がさらに向上された。これにより、複数の音源をより自然に分離することが可能になり、編集作業がさらに効率的に行えるようになった。また、ユーザーインターフェースの改善により、操作の直感性が向上している。

### 10
2023年6月にリリースされたSpectraLayers Pro 10は、新たなアンミキシング機能と改良された音声認識機能を搭載。これにより、複雑な音響処理が可能になり、編集作業の柔軟性が大幅に向上した。

### 9
2022年6月に発表されたSpectraLayers Pro 9では、ユーザーインターフェースの改善とともに、作業の効率性が向上。新たなワークフローの改善により、ユーザーの編集体験が一層向上している。

### 8
2021年6月に発表されたSpectraLayers Pro 8は、Smarter AI、De-Bleedプロセス、AI Reverb Reduction、EQ Matching、Ambience Matchingなどの新機能が追加され、より高精度な音響処理が可能になった。

### 7
2020年8月にリリースされたSpectraLayers Pro 7では、ARAサポートが導入され、他のDAWとの深い統合が実現。オーディオの編集と処理が一層スムーズに行えるようになった。

### 6
2019年7月にリリースされたSpectraLayers Pro 6は、AIアルゴリズムに基づくプロセスが導入され、音声の修復や分離の精度が向上した。

### 5
2018年5月に登場したSpectraLayers Pro 5では、再設計されたGUI、HDスペクトログラム、Heal Action、Frequency Repairツールなどの新機能が追加された。Bill Evans博士によるユーザーインターフェースの改良も特徴である。 

### 4
2016年12月にMagix Software GmbHからリリースされたSpectraLayers Pro 4では、Pro Toolsのサポートや複数のプロジェクトタブ機能が追加された。これにより、DAWとの統合が強化され、ワークフローの柔軟性が向上した。

### 3
2015年1月にリリースされたSpectraLayers Pro 3は、24ビット/192kHzオーディオのサポートが追加され、UIコンポーネントが再設計された。パフォーマンスの向上とともに、より高品質なオーディオ編集が可能となった。

### 2
2013年7月に登場したSpectraLayers Pro 2では、処理速度の向上とともに新機能が追加された。Spectral Casting/Molding、マーカーおよびメタデータのサポート、非線形スケールの機能が強化され、編集作業の効率が向上した。

### 1
2012年7月に「Sony SpectraLayers Pro」としてリリースされた初期バージョンでは、音響スペクトラム編集の新たなアプローチを提供。基本的な機能として、音声の分離や修復、音響デザインに必要なツールが搭載されていた。